# Rai Benjamin
Rai Benjamin (Mount Vernon, 27 de julho de 1997) é um barreirista e velocista norte-americano, campeão olímpico e mundial, especializado nos 400 m c/ barreiras e nos 400 m rasos. Ele é o segundo homem mais rápido do mundo nos 400 m c/ barreiras.

## Carreira
No Mundial de Doha 2019, ganhou a medalha de prata nos 400 m c/ barreiras, perdendo para o norueguês Karsten  Warholm, que seria seu grande adversário pelos anos seguintes. No mesmo Mundial, ganhou a medalha de ouro integrando o revezamento 4x400 m norte-americano. A partir da temporada de 2019 a modalidade começou a chamar a atenção do mundo do atletismo, pela quantidade de grandes talentos que passaram a disputá-la tanto no masculino quanto no feminino. Enquanto na Europa o norueguês Warholm conseguia tempos muito próximos do recorde mundial e olímpico de Kevin Young, registrado décadas atrás em Barcelona 1992  – 46.78  – nos Estados Unidos Benjamin fazia o mesmo. Em 2019, os dois conseguiram tempos acima do recorde mas abaixo dos 47s, marcas que desde a façanha de Young nenhum atleta havia conseguido. Em 2021, durante a seletiva norte-americana para os Jogos Olímpicos, realizada em Eugene, nos EUA, Benjamin correu a prova em 46.83, a apenas 0.05 centésimos do recorde mundial de Young; quatro dias depois, em Oslo, Warholm respondia quebrando o recorde mundial, com a marca de 46.70.
As marcas conseguidas pelos atletas fez crescer a expectativa da imprensa especializada e fãs do esporte para os 400 m c/ barreiras em Tóquio 2020, onde os dois se encontrariam pela primeira vez desde o Mundial de 2019, quando Benjamin foi derrotado. Na final, Warholm quebrou novamente seu recorde mundial, com a marca de 45.94, a primeira vez que o homem correu esta prova em menos de 46 s e Benjamin ficou com a medalha de prata com o tempo de 46.17, segunda marca da história e também abaixo do antigo recorde de Young. Mesmo o terceiro colocado, Alison dos Santos, do Brasil, também correu abaixo do recorde de Young, conquistando o bronze em 46.72, naquele que ficou conhecida como o maior 400 m c/ barreiras da história do atletismo.  Assim como dois anos antes no Campeonato Mundial de Doha, Benjamin conseguiu a medalha de ouro que lhe foi negada nos 400 m c/ barreiras integrando o revezamento 4x400 m vencedor, junto a Michael Cherry, Michael Norman e Bryce Deadmon.
No Campeonato Mundial de Atletismo de 2022, em Eugene, nos EUA, ele ficou novamente com a prata no duelo com Alison e Warholm, desta vez derrotado pelo brasileiro, com a marca de 46.89. Em Budapeste 2023 foi medalha de bronze nesta prova e medalha de ouro no revezamento 4x400 m. 
Em junho de 2024 ele venceu a seletiva norte-americana para Paris 2024 com o tempo de 46.46, sua segunda melhor marca e então a quinta mais rápida da história. Em Paris 2024, ele conquistou a medalha de ouro em 46.46, a mesma marca com que tinha ganho as seletivas norte-americanas,e ganhou uma segunda medalha de ouro integrando o 4x400 m, a mesma que ele já tinha conquistado em Tóquio 2020.